# Newton County, Texas
Newton County är ett administrativt område i delstaten Texas, USA, med 14 445 invånare (2010). Den administrativa huvudorten (county seat) är Newton.

## Geografi
Enligt United States Census Bureau har countyt en total area på 2 435 km². 2 416 km² av den arean är land och 18 km² är vatten.

### Angränsande countyn
- Sabine County - norr
- Vernon Parish, Louisiana - nordost
- Beauregard Parish, Louisiana - öster
- Calcasieu Parish, Louisiana - sydost
- Orange County - söder
- Jasper County - väster

### Orter
- Deweyville
- Newton (huvudort)
- South Toledo Bend